# Félix Álvarez Acevedo
Félix Álvarez Acevedo (+ 1820) fou un militar espanyol que va destacar en la guerra del Francès a les ordres del marquès de la Romana arribant al grau de coronel. Fou comandant general de Galícia per nomenament popular i va prendre part al pronunciament de Rafael de Riego, apoderant-se de Santiago i proclamant la constitució. Va atacar a les forces del governador legitimista comte de San Román, però va resultar mort quan arengava a les tropes. Les corts el van declarar benemèrit de la pàtria.